# 手取川の戦い
手取川の戦い（てどりがわのたたかい）は、天正5年9月23日（1577年11月3日）に加賀国の手取川において上杉謙信軍が織田信長軍を撃破したとされる合戦である。

## 経緯
能登の七尾城では、天正2年（1574年）7月に守護畠山義隆が死去し、幼児畠山春王丸が城主となっていた。
天正4年（1576年）、越後国の上杉謙信は能登国を支配下に置くべく、2万余の軍を率いて侵攻した。これに対し当時の能登の領主能登畠山氏（当主幼年のため重臣の長続連・長綱連父子が実権を掌握）は七尾城に籠城する。七尾城は堅城だったため、戦いは翌年までもつれこんだ。
天正5年（1577年）、関東で北条氏政が攻勢を強め、関東諸将から救援要請を受けた謙信は、春日山城に一時撤退した。同年5月、畠山軍によって上杉軍が前年に奪っていた冨木・熊木の両城が落とされ、更に7月18日、長綱連が穴水城を攻めると、上杉家の重臣・能登甲山城の平子和泉は、轡田肥後・唐人式部を穴水城救援に向かわせたが、これを長連龍が水軍を率いて迎撃し、乙ヶ崎合戦で大勝し、轡田肥後・唐人式部・板倉伝右衛門（後に大聖寺城において討死）は船に乗り遅れ泳いで穴水城に逃げ込んだという。長綱連はなおも穴水城を攻めたが、ここに至り謙信は反転を決意し同年閏7月、再び能登に侵攻したため、七尾城に撤退した。
閏7月23日、一方の織田信長は、奥州の伊達輝宗及びその家臣遠藤基信に、越後の本庄繁長と謀り、上杉謙信を討つことを図っていたという。
長続連は上杉軍に対抗するため、百姓や町人までも城内に収容していたが屎尿処理能力が追いつかず、城内各所で糞尿が放置される極めて不衛生な状態となり疫病が発生。当主・春王丸までもが病死するに至り、畠山軍は危機的状況に陥った。
長続連は、かねてから誼を通じていた織田信長に救援を求めるべく、長連龍を使者として安土城に派遣した。信長としても謙信の勢力拡大は望むところではなく、即座に援軍の派遣を決定した。
この援軍は柴田勝家を総大将とし滝川一益・羽柴秀吉・丹羽長秀・斎藤利治・氏家直昌・安藤守就・稲葉良通・不破光治・前田利家・佐々成政・原長頼・金森長近・長谷川秀一・徳山則秀・堀秀政および若狭衆による4万の軍勢であり、8月8日に北国に向けて出陣したとされる。
しかし謙信による情報秘匿や大雨により進軍は思うように進まなかった。それでも9月11日に津幡（石川県津幡町）あたりまで前衛が進出した。
織田軍の動きに対して謙信は越中、越後の兵からなる別働隊を派遣し800人程を討ち取ってこれを破った。この戦いは手取川本戦に匹敵する規模だったと推察されている。11日の謙信勝利の知らせは大坂本願寺の下間頼廉が、丹波の荻野悪右衛門に宛てた書状で伝えている。
9月15日（10月26日）、謙信は船を使い、日本海から富山湾から1万あまりの大群が船で能登半島の三崎に上陸したと記されている。上杉水軍は、海からも陸からも七尾城を包囲した。そこで以前より長続連が実権を握る事に不満を抱いていた遊佐続光、温井景隆ら親上杉派が内応して謀反、長続連をはじめとする長一族は皆殺しとなり、七尾城は落城した。
さらに上杉方は9月17日、加賀と能登間に立地する末森城を攻略し、山浦国清と斎藤朝信を配した。

## 合戦
柴田勝家率いる織田軍は七尾城落城を知らないまま進軍を続け、梯川・手取川を越えて、小松村、本折村、阿多賀（能美郡）、富樫（石川郡）を焼き払った。しかし、その途中の水島（加賀郡）で、以前から勝家と不仲だった羽柴秀吉が離陣した。この離陣は無届けの離脱であったため、信長の逆鱗に触れ、太田牛一は迷惑だったと述べている。しかし小松村などは、手取川の南方に位置しており、太田牛一の地理的な記載の誤りが指摘されている。秀吉が勝手に離陣した理由は『武功夜話』では、「勝家がわざと秀吉を後軍に回して手柄を立てさせないようにしたこと」「畿内で松永久秀が不穏な動きを見せていたのを秀吉が察して、退却を進言したのに勝家が聞き入れなかったこと」が記録されている。
一方、織田軍接近を知った謙信は、直ちに七尾城を出撃、手取川付近にあった松任城（加賀郡）に入った。対して、柴田勝家は全軍が手取川の渡河を終えた所で初めて七尾城落城と謙信軍の松任城入城を知り、即座に撤退を下命したが、その途上、謙信直率8,000の上杉軍に追撃された（9月23日夜）。結果、織田軍は、鯰江貞利をはじめ1,000人余りの戦死傷者、さらに増水した手取川で多数の溺死者を出す大敗を喫した。
上杉軍は越前丸岡城下坂井郡に進出したとされる。九頭竜川船橋以北まで放火した。9月26日には七尾城に帰陣し普請に着した。この時、城に登った謙信は、眺望は噂に聞いたとおりの名地で、加賀・能登・越中の扇の要にあり、要害は海と一体となっていて、島々のありさまは絵に写すことの出来ない景色であると書き記している。次いで奥能登の松波城を陥落させ、能登をほぼ平定した。『満願寺所蔵松波義親肖像賛』には、天正5年9月25日、能登珠洲郡の松波城将の松波義親、上杉謙信と戦ひて死す、という記述がある。
10月3日、柴田勝家らは、御幸塚の城塞に佐久間盛政、大聖寺城に柴田勝家の手勢を残し、加賀から帰還した。
10月25日、謙信は、能登各城に鰺坂長実・遊佐盛光連署による、十三箇条の制札を掲げた。謙信は（中略）鰺坂長実を七尾城、遊佐盛光と能登畠山氏出身で謙信の養子となり上杉一門の上条家を嗣いだ上条政繁を能登に配置し、越中増山には吉江景資を入れた。謙信は（中略）能登珠洲群内の知行を宛行い（中略）、国内の知行を把握し整理を行った。

## 合戦の影響
この合戦を詠った「上杉に逢うては織田も手取川 はねる謙信逃げるとぶ長（信長）」という落首が残されている。「はねる」「とぶ」という言葉が、勢いに乗って追撃する上杉勢と、飛ぶように逃げ帰った織田勢の様子を表しているとされる。また、この落首には信長がその場に居たかのように記されているが、実際には本合戦に加わっていない。
大局的にはこの状況の中、松永久秀が信貴山城で反旗を翻している（信貴山城の戦い）。武田信玄の死後、劣勢に立たされていた信長包囲網の勢いは謙信の死まで一時的に盛り返した。
更に、天正5年10月に入っても越前国で上杉方についた一向一揆衆と織田方との争いがあった事が指摘されており、上杉方が加賀南部から越前までその勢力をのばしたものと推察されている。
矢田『上杉謙信』の記載によると、天正6年（1578年）1月19日、謙信は、下総の結城晴朝からの再三の越山要請と、能登・越中・加賀と越前半国まで上杉方に属したことにより、関東に出陣するとし陣触れを行った。この陣触れは越中にまで及び、越中においては魚津城代川田長親と増山城代吉江長資から、小島職鎮をはじめとする領主・国衆層に申し届けられたとされている。
また、天正5年12月23日付けで謙信が作成した『動員名簿』（歴代古案）に加賀衆の藤丸新介（勝俊）の名前がある事、『中条家文書』において、柴田勝家による魚津城攻めの際に、若林九郎左衛門など加賀衆が魚津篭城戦で奮戦している事などから、この時期に上杉方が能登・加賀を掌握し、国人・一揆衆を被官化したことが確認できる。
一方、加賀の富塚荘を領した柴山氏が後に溝口秀勝に属して越後・新発田に随従しており、加賀の国侍の中にもなお織田に従う者がいたことがわかるが、天正6年4月23日 『光明寺文書』に、吉川元春、小早川隆景、加賀の一向一揆に、上杉謙信と和して、信長に抗せんことを勧む、という記述がある。

## 戦いの規模に関する議論
記録が少なく実像が不明確なことから、その帰趨（上杉軍大勝）や規模については議論がある。
『信長公記』には「柴田勝家等の出陣の記述及び羽柴秀吉の戦線離脱」の記述はあるものの合戦の記述はなく、『長家家譜』（長家）では「七尾城への援軍として織田勢4万が出陣したが、落城の報に接し、秀吉は戦わずして帰陣した」ことが記述されている。
明治時代から編纂され続けている『大日本史料』では、手取川で合戦が行われ、織田軍が大敗したという記述は採用されていない。『天正5年9月23日、上杉謙信、加賀湊川に出陣す、仍りて、信長の將柴田勝家等、兵を班す、是日、謙信、之を追撃す』（歴代古案・笹生文書・原本信長記・北越軍記・越登賀三州志・常山紀談）という記述である。
井上鋭夫の『一向一揆の研究』（吉川弘文館）では、天正5年9月25日（井上注あり）に謙信方についた刑部卿法眼下間頼廉が能美郡の旗本宇津呂丹波の内者であった堀才助宛に夜襲における感状を給付しているため、織田と上杉方の間で夜戦があったとしている。

## 戦いに関する書状

### 歴代古案
9月19日付け上杉謙信の書状（歴代古案）
本文「、十八、賀州湊川迄取越、藪万驚騎陣取候所ニ、両越・能之諸軍勢爲先勢差遣、謙信事も直馬候処ニ、信玄（長）、謙信後詰迄聞届候哉、當月廿三夜中ニ令敗北侯処ニ、乗押付、千余人討捕、残者共悉河へ追籠候ケル、折節洪水、無瀬、人馬不抄押流侯、誠如此之萬方仕合、年來之信心観喜迄候、而信長打出候間、一際可有之与令校量処ニ、安外ニ手弱之様体、此分ニ候ハ、向後天下迄之仕合心安候、」
越佐史料
天正　六年（一五七八）　　上杉謙信書状
乍便札、及一翰候、仍晴朝、越山度々催促、尤雖得其意候、去秋迄能州無拠之間打懸、北国之是非候之条、専彼国令取刷候キ、先書幾度如啓之、能・越・賀存分之侭ニ申付、越前も過半属手候条、此上者、到関左越山為可成之、先月従十九日令陣触、無油断其支度申付候、左様ニ候得者、慥麦秋敵地郷損可然候歟、畢竟如先年義重家中衆、我侭ニ手筋陣場被嫌候而者、有其詮間敷候之間、父子晴朝へ有入魂調儀落着、其上謙信事も其行輒候、猶北条丹後守（景広）父子可申候、以上、
二月十日　　　　　　　謙信（花押）
○宛所欠
（『上越市史　別編１　上杉氏文書集一』一三七四、越佐史料巻五所収）

### 北徴遺文
下間頼廉の書状（北徴遺文）
本文「今度夜討之刻、首討捕高名之旨、具遂披露候。御感被思召候通、能々可申舌旨被仰出候。向後弥々可被抽忠節事　肝要候。恐々謹言。五月廿五日 頼介判 堀才介殿」
年不詳・5月25日と掲載されているが（『北徴遺文文書目録』）、井上鋭夫は、5月は9月の誤写であろうとして、年不詳を、天正5年に比定し、天正5年9月25日のこととしている。ただし、5月を9月の誤写とする根拠は何も示されておらず、同文書中の25日の5と5月の5は筆跡がまったく同じであり、下間頼純書状の9月と比較しても、5月と9月ははっきり、書き分けられており、編者の森田の書き写し間違いとする根拠は不明である。
北徴遺文に収載の下間頼純・下間頼廉の書状の一覧（巻末の文書目録より。）
| 番号  | 文書名       | 年         | 月日     | 差出所                 | 宛所           | 交戦場所（文書中から抽出） |
| ----- | ------------ | ---------- | -------- | ---------------------- | -------------- | -------------------------- |
| 10001 | 下間頼純書状 | 天正8年    | 卯月朔日 | 侍従法橋頼純判         | 堀五兵衛殿     | 金沢表：石川県金沢市       |
| 10002 | 下間頼純書状 | 天正5年ヵ  | 9月14日  | 侍従法橋頼純判         | 宇丹内堀才介殿 | 粟津口：石川県小松市       |
| 10003 | 下間頼廉書状 | 年不詳 650 | 5月25日  | 頼介（廉）判           | 堀才介殿       | 交戦場所不明記載ナシ       |
| 10004 | 下間頼廉書状 | 天正5年ヵ  | 12月8日  | 刑部卿法眼頼介（廉）判 | 堀五兵衛殿     | 塩浜：加賀江沼郡大聖寺近く |
| 10005 | 下間頼廉書状 | 天正5年ヵ  | 12月8日  | 刑部卿法眼頼介（廉）判 | 堀五兵衛殿     | 串村：加賀能美郡・小松市   |

- 交戦相手は文書中に一切記載がない。
- 10003-10005の下間頼廉書状は、いずれも夜討ちの記述あり。

『北徴遺文』は、郷土歴史研究家の森田柿園（1823年 - 1908年）が、生涯を通じて、加賀・能登・越中三ヶ国の寺社・諸家に 伝来する文書を筆写した全10巻（冊）からなる文書集。中世前期から藩政期にかけての文書811点が書き写されており、それぞれに編者・森田による解説・推定年号・人物比定・史料所蔵先などが記されている。書体や虫食い、料紙の継ぎ目に至るまで忠実に模写されているものや、現在では原本が失われているものもあり、貴重な史料を数多く掲載する。

## その他

### 手取川の戦いを取り上げたメディア
- NHK『その時歴史が動いた』の「謙信恐るべし」（平成19年7月18日放映、平成19年7月24日アンコール再放送）にて、CGによる再現図を交えながら検証された。
- NHK『英雄たちの選択』「謙信VS.信長 戦国最強は誰だ？～真説・手取川の戦い～」（2019年1月17日）
- NHK大河ドラマ『武田信玄』の最終盤、信玄の死後の話が語られる部分で、謙信の猛攻に恐れをなして退却する信長が描かれている。
- NHK大河ドラマ『天地人』では、大量の鉄砲を揃えて北上してくる織田軍に対して、上杉軍が鉄砲が使えなくなる雨天に乗じて奇襲をかけ、大勝した場面が描かれている。